# دریا برای تو
دریا برای تو فیلمی به کارگردانی احمدرضا گرشاسبی و نویسندگی احمدرضا گرشاسبی، محمد نوری زاد ساختهٔ سال ۱۳۶۹ است.

## بازیگران
- سیدمحمد موسوی
- علی سیفی
- رامین رجول
- بهمن عیوق
- حبیب چنانی
- منوچهر چنانی
- روح اله دیناروند
- جواد صمدی
- علی نیسی
- سیدمطیر موسوی
- قاسم داوودی
- فریده صمصامی